# کورتی (روستا)
کورتی، روستایی است از توابع بخش مرکزی شهرستان خوی استان آذربایجان غربی ایران.

## جمعیت
این روستا در دهستان رهال قرار داشته و بر اساس سرشماری سال ۱۳۸۵ جمعیت آن ۸۶۳ نفر (۱۸۱ خانوار)
بوده‌است.